# Риу-Гранди-да-Серра
Риу-Гранди-да-Серра (порт. Rio Grande da Serra)  —  муниципалитет в Бразилии, входит в штат Сан-Паулу. Составная часть мезорегиона Агломерация Сан-Паулу. Находится в составе крупной городской агломерации Агломерация Сан-Паулу. Входит в экономико-статистический  микрорегион Сан-Паулу. Население составляет 42 405 человек на 2006 год. Занимает площадь 36,671 км². Плотность населения — 1.156,4 чел./км².
Праздник города —  3 мая.

## История
Город основан 21 марта 1965 года.

## Статистика
- Валовой внутренний продукт на 2003 составляет 191.660.267,00 реалов (данные: Бразильский институт географии и статистики).
- Валовой внутренний продукт на душу населения на 2003 составляет 4.795,34 реалов (данные: Бразильский институт географии и статистики).
- Индекс развития человеческого потенциала на 2000 составляет 0,764  (данные: Программа развития ООН).

## География
Климат местности: субтропический. В соответствии с классификацией Кёппена, климат относится к категории Cfa.